# Guillon-Terre-Plaine
Guillon-Terre-Plaine is een fusiegemeente (commune nouvelle) in het Franse departement Yonne (regio Bourgogne-Franche-Comté). De plaats maakt deel uit van het arrondissement Avallon. Guillon-Terre-Plaine is op 1 januari 2019 ontstaan door de fusie van de gemeenten Cisery, Guillon, Sceaux, Trévilly en Vignes. 

## Demografie
Onderstaande figuur toont het verloop van het inwonertal (bron: INSEE-tellingen).
Guillon-Terre-Plaine telde in 2017 760 inwoners.